# Roza (Peñarrubia)
Roza es una localidad del municipio cántabro de Peñarrubia (España). Tenía 15 habitantes en 2008. Dista 2 kilómetros de la capital municipal. Celebra la festividad de Santa Ana el 26 de julio. Se encuentra junto a la vaguada del río Navedo, a una altitud de 486 m s. n. m. y rodeada de montañas del macizo de Peñarrubia, pudiéndose ascender desde este pueblo a sus dos cumbres más destacadas: Gamonal (el punto más alto del macizo con sus 1.255 m) y Virdiu de Treslajorá (1.125 m). 

## Patrimonio
En un alto se encuentra la necrópolis megalítica del collado de Llaves, con dos dólmenes, varios túmulos y un menhir. Tiene una capilla dedicada a Santa Ana, muy restaurada, en la que puede verse una cruz de piedra bajo el altar.